# Synagogenbezirk Dorsten
Der Synagogenbezirk Dorsten mit Sitz in Dorsten, heute eine Stadt im Kreis Recklinghausen in Nordrhein-Westfalen, wurde nach dem Preußischen Judengesetz von 1847 geschaffen. 
Der Synagogenbezirk wurde in den 1850er Jahren eingerichtet und umfasste die jüdischen Gemeinden in Dorsten und Horst.